# Adam Małysz
Adam Henryk Małysz (Wisła, Poljska, 4. prosinca 1977.) je poljski skakač na skijama, osvajač četiri medalje na Zimskim olimpijskim igrama.